# Vallasek István Pál

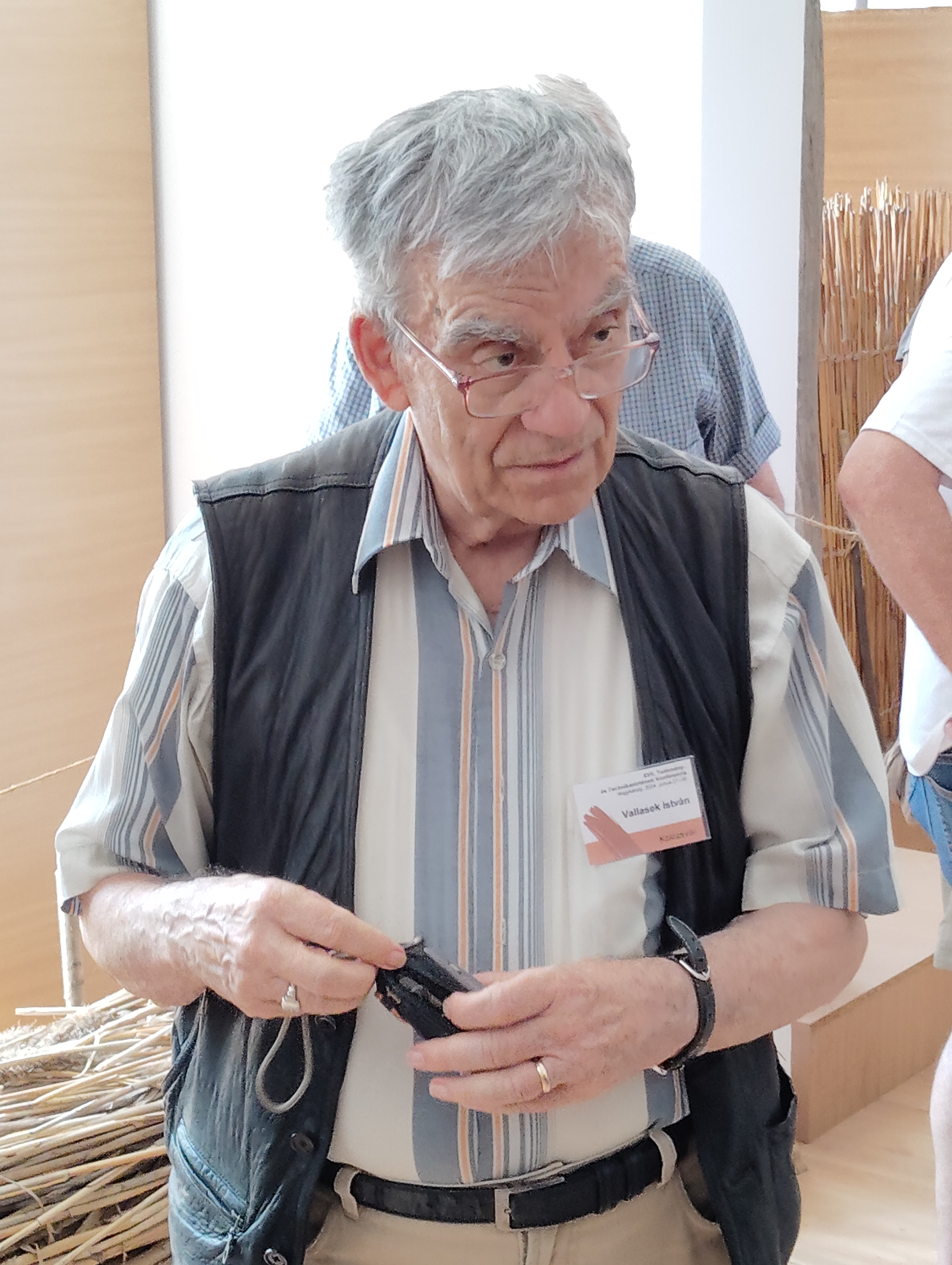
2024-ben

Vallasek István Pál (névváltozat: Vallasek István; Kolozsvár, 1946. július 12. – 2025. augusztus 15.) magyar fizikus, közgazdász, mérnök-fizikus, fizikai szakíró,  Vallasek Júlia apja.

## Életútja
Középiskolai tanulmányait a kolozsvári Brassai Sámuel Líceumban végezte (1964); a BBTE Fizika Karán (1970), majd ugyanott a Közgazdasági Karon (1984) szerzett egyetemi diplomát, amelyet később a Debreceni Egyetemen mérnök-fizikusi diplomával egészített ki (1994). 1970–71-ben Tordán tanított a 2. sz. Líceumban, majd a kolozsvári Tehnofrignál (1971–74) és a Hűtő- és Élelmiszeripari Gépgyártó Tervező és Kutató Intézetnél (1974–2000) dolgozott mint fizikus, 1980-tól mint tudományos főkutató. Négy gyártásba vett találmányára a Román Szabadalmi Hivatal szabadalmát nyerte el (1977).
1993–94-ben az RMDSZ Oktatásügyi Főosztályának referense volt. 1994–2000 között a Debreceni Egyetemen, 1995-ben a Lisszaboni Egyetemen, 2005–2009 között a Miskolci Egyetemen tudományos ösztöndíjas. 2001-től a Sapientia EMTE Csíkszeredai Karán egyetemi adjunktus volt. Doktori tanulmányokat folytatott a Debreceni Egyetemen és a kolozsvári egyetemen. 
Hosszas betegség után Magyarországon hunyt el.

## Szakterületei
Termoelektromos félvezető ötvözetek előállítása és ipari alkalmazása, szilárdtestfizika, anyagtudomány, megújuló energiaforrások hasznosítása, élelmiszeripari nyersanyagok és technológiák, ásványvizek és mofetták kutatása.
Első szakdolgozatát az Athenaeum – Ştiinţele Naturii. Univ. Cluj közölte 1971-ben. Több mint nyolcvan román, angol és magyar nyelven írt tanulmányát hazai és magyarországi szakfolyóiratokban, konferenciakiadványokban jelentette meg.

## Fontosabb tanulmányai
- Materialele termoelectrice şi aplicaţiile lor. Electrotehnica 1978. vol. 26. 305–307;
- Thermoelectric modules for solar energy conversion. In: Proc. of UNESCO European Symposium on Solar Energy. Varna 1983. 236–240;
- Materialele termoelectrice semiconductoare şi aplicaţiile lor în tehnica frigului şi energetică. Construcţii de Maşini 1988. Vol. 40. 204–208;
- Rezultate obţinute în experimentarea generatoarelor termoelectrice solare realizate în România. Energetica-Supliment 1988/5. 30–34;
- Modifications induced by annealing of BI-Te-Se thin films. Buletin. St. al Inst. Politehnic Iaşi, ser. Mat-Fiz. 1988. Tom. XXXIV. 89–92;
- Straturi subţiri de Bi2Te3 – Sb2Te3 obţinute prin pulverizare catodică. Progrese în fizică 1989. Vol. 11. 342–343;
- Thermoelectric refrigerators supplied by solar energy sources. In: Proc. of Internat. Conf. on Solar and Wind Energy, Bukarest, 1989. 68–73;
- Thermoelectric refrigerators powered by solar energy. In: Proc. of Solar World Congress, Budapest, 1993. Vol. 4. 354–358;
- Diffusion studies of stainless steels implanted with heavy elements. In: Research Rep. of Lisbon University, 1995. Vol. 25. 35–48;
- Nickel short circuit diffusion in alumina. Defect and Diffusion Forum 2001. Vol. 194–199. 133–138;
- Thermoelectric refrigerators powered by P.V. solar cells. In: Proc. of Solar World Congress, Göteborg 2003. P. 5–60. 1–7;
- Interdisciplinary Project for Implementation of Renewable Energy Resources in Harghita County – Romania. In: World Sustainable Energy Days Proceedings Book. Wels–Austria 2004. 257–259;
- Szilárdtest-diffúzió vizsgálata alumíniumoxidokban. In: EMT – Körmöczi János Fizikusnapok. Konferenciakötet. Marosvásárhely, 2004. 39–42.
- Szilárd testek vizsgálata Rutherford visszaszórás (RBS) módszerrel. In: EME Természettudományi Szakosztály Konferenciája. Kolozsvár, 2004. 33–34;
- A termoelektromos Peltier-hűtőmodulok és technikai alkalmazásaik. In: A Magyar Tudomány Napja Erdélyben – EME Konferencia, Kolozsvár, 2005. 30–31;
- A székelyföldi ásványvízpalackozó üzemek műszaki felszereltségének és gazdasági teljesítményének vizsgálata. In: A Kárpát-medence ásványvizei, II. Nemzetközi Tudományos Konferencia. Csíkszereda 2005. 89–90;
- A mofetták hasznosítása a Kelemen–Görgény–Hargita vulkáni vonulat övezetében. In: EMT Bányász–Kohász–Földtan Konferencia. Sepsiszentgyörgy 2005. 240–243;
- 222Rn a Hargitafürdői mofettákban. In: A Kárpát-medence ásványvizei. III. Nemzetközi Tudományos Konferencia. Csíkszereda 2006. 91–98;
- Procedeu şi instalaţie de producere a benzilor metalice răcite ultrarapid. Metalurgia 2006. Vol. 58. 5–8;
- A 200 éves borszéki ásványvízpalackozás története. In: EMT Bányász–Kohász–Földtan Konferencia. Buziásfürdő, 2007. 189–192;
- A Hargita megyei mofettákkal kapcsolatos kutatások. Buziásfürdő, 226–230;
- A buziásfürdői ásványvízhasznosítás története. Buziásfürdő, 284–285.

## Kötetei
- Az abszolút zéró fok felé. Az alacsony hőmérsékletek fizikájának rövid áttekintése. Dacia Könyvkiadó, Antenna sorozat, Kolozsvár, 1977;
- Mezőgazdasági technológiák (Csíkszereda, 2002);
- Anyagtudományi alapfogalmak (Csíkszereda, 2003).
- Társszerzője a Conversia energiei – tehnici neconvenţionale című monográfiának (Bukarest 1986).
- Társszerzője A Kárpát-medence ásvány- és gyógyvizei című monográfiának (Budapest, 2013)

## Fordítása
Fordításában jelent meg Florica Sergiu Az elektronikus robot (Bukarest, 1977) c. könyve.

## Tudományos tisztségei, társasági tagság
Több hazai és külföldi tudományos társaság (Eötvös Loránd Fizikai Társulat, Magyar Energetikai Társaság, EME, EMT, RMKT, Bolyai Társaság, Román Fizikai Társaság) tagja volt. Az Erdélyi Magyar Műszaki Tudományos Társaság Csíkszeredai Fiókszervezetének alapító elnöke volt (2003-tól).

## Díjak, elismerések
1985-ben elnyerte az Országos Találmányi Kiállítás (Brăila) különdíját, 1986-ban a Kolozsvári Tudomány és Technika Hete találmányi kiállításának I. díját.